# Бийтарой
Бийтарой (чечен. Бийтарой) — чеченский тайп, входящий в территориальную группу нохчмахкахой. Родовая гора тайпа — Дюран-Лам.
Бийтарой входит в число нескольких наиболее многочисленных чеченских тайпов, которые составляют чеченскую диаспору в Иордании (всего в этой стране проживают представители 30 тайпов с общей численностью 15-20 тысяч человек).

## Расселение
Численность тайпа Бийтарой оценивается в 8-10 тысяч человек.
Бийтарой проживают прежде всего в селах Курчалой (Бийтройн юкъ), Майртуп, Гелдаган, Джугурты, Чечен-Аул (Чечена), Гиляны (Гильн), Коби, Надтеречное (Лаха Невре), Братское (НогӀамирзин-Юрт), Старая Сунжа (Соьлжа). Отдельные семьи обитают в других населённых пунктах Чеченской Республики, в Дагестане, в крупных городах Российской Федерации.

## История
Тайп упоминается в работе Нану Семенова под названием «Сказки и легенды чеченцев» 1882 года как кезелой (или битерой).
Представители тайпа стали одними из основателей нынешнего Курчалоя. Согласно чеченскому историку С.-М. Хасиеву, село «Курчалой» образовано после или в ходе так называемого укрупнения населённых пунктов Чечни по решению царского правительства после покорения Чечни.
Есть версия, что название тайпа имеет персидские корни — «воины», «рыцари».
В арабоязычной рукописи ичкеринского кадия Ш. Каратаева, в которой сообщается, что летопись составлена или переписана в 1830 годах. Там говорится о том, что Зандакъо, Бийтаро, Макажо и Ялхо были родными братьями. Эта рукопись начинается с 63 года хиджры, их предки ещё живут в Шаме (Сирия). В 213 году хиджры они оказываются в местности Нашха, на территории нынешней Чечни. Эта рукопись даёт письменную историю этих тайпов.
Одним из известных гилноевских воинов в Кавказской войне был Геза (чечен. Г1еза), уроженец и житель селения Гилна. Он принадлежал к чеченскому нохчмахкхоевскому тайпу бийтарой из клана к1уьнц1ига-некъий. Имени его отца никто не знает, но его деда звали Шо1ип. Геза был бяччой — командиром отряда Гилноевцев (одно из званий младшего наиба), совершавшего набеги на поселения и укрепления русских в 1830 годах, когда чеченцами руководил чеченский имам Ташу Хаджи Саясанский. В 1840 году, когда произошло всеобщее восстание чеченцев и образовалось теократическое государство Имамат, Геза и гилноевцы из его отряда признали власть шариата, надели чалмы, дали обет газавата и стали шамилевскими мюридами. Геза со своим отрядом участвовал во многих боевых действиях в Чечне, Кумыкии, Дагестане и в наездах на затеречные казачьи станицы и русские укрепления. Так, в самом начале 1850 года в одном из неудачных поход за Терек на казачьи станицы чеченцы потерпели жёсткое поражение. Очень много чеченских наездников погибло от рук русских, сам Геза пропал без вести (в то время ему было 40 лет). Сын Геза — Джонс и его 2 племянника Г1андора и Седикъа продолжили воевать против русских.

## Состав
Бийтароевцы также распадаются на следующие ветви (некъе)
- Бийтемар-некъе
- Джаьнгилди-некъе
- Г1ожакъ-некъе
- Алькай-некъе
- 1умаран-некъе
- Мохги-некъе, или Мохки-Некъе
- Муса-некъе
- Кхашкхой-некъе
- К1уьнц1иг-некъе

## Расселение
Представители тайпа проживают прежде всего в городе Курчалой (Бийтройн юкъ), селениях Майртуп, Гелдаган, Джигурты, Чечен-Аул (Чечена), Гиляны (Гильн), Коби, Надтеречное (Лаха Невре), Братское (НогӀамирзин-Юрт), Старая Сунжа (Соьлжа). Отдельные семьи обитают в других населённых пунктах Чеченской Республики, в Дагестане, в крупных городах России.